# Environnements informatiques pour l'apprentissage humain
Les environnements informatiques pour l'apprentissage humain (EIAH) sont des environnements informatiques qui ont pour objectifs de favoriser ou susciter des apprentissages, de les accompagner et de les valider. Les réalisations sont nombreuses, mais les succès très inégaux. La recherche dans ce domaine est née avec l'informatique mais s'est surtout développée dans le sillage de l'intelligence artificielle dans les années 1970. De nombreuses dénominations ont été utilisées. Le terme EIAH est né dans les années 1990, avec le souhait de souligner l'interaction entre les deux pôles source de la complexité du projet technologique et scientifique : l'informatique (avec la modélisation computationnelle qu'elle exige et son inscription matérielle) et l'apprentissage humain (pour lequel on ne dispose encore que de modèles très partiels). La recherche sur les EIAH est fondamentalement pluridisciplinaire, en appelant à la coopération de différents secteurs de l'informatique (génie logiciel, réseau, la modélisation des connaissances et des interactions, etc.), et des sciences de l'homme et de la société (psychologie, didactique, ergonomie, sciences des langages, sciences de la communication).
Liste de quelques thèmes concernés[Comment ?] :
- Étude des systèmes d'organisation d'information (voir ontologie, web sémantique)
- Techniques de l'apprentissage en ligne (E-learning)
- Modélisation de l'utilisateur
- Tuteur intelligent
- Logo
- Dématérialisation des examens
- Micromondes
- Environnements Virtuels pour l'Apprentissage Humain et Environnement Virtuels pour la Formation.
- Analyse des données de l'apprentissage
- De la gamification à la ludicisation de l'apprentissage